# The Karate Kid - La leggenda continua
The Karate Kid - La leggenda continua (in cinese 功夫梦S, Gōngfū mèngP, lett. "Il sogno del kung fu", in inglese The Karate Kid) è un film del 2010 diretto da Harald Zwart.
Nonostante trama e situazioni siano sostanzialmente diverse, la pellicola, quinto film del franchise di Karate Kid, era stata inizialmente concepita per essere un remake di Per vincere domani - The Karate Kid (1984). Tuttavia, in seguito all'uscita del successivo film della serie Karate Kid: Legends (2025), in cui Jackie Chan e Ralph Macchio riprendono i rispettivi ruoli, il film è stato integrato nel canone ufficiale della saga.
A dispetto del titolo, inoltre, nel film non si usa il karate, ma il kung fu. In Cina il film è noto come The Kung Fu Kid, che più si adatta all’arte marziale usata nella pellicola.

## Trama
Dre Parker è un ragazzino di Detroit che, dopo la morte del padre, è costretto a trasferirsi in Cina insieme alla madre per motivi di lavoro.
In breve tempo, Dre inizia a fare amicizia con la sua compagna di classe Mei Ying, ma le differenze culturali rendono questa amicizia quasi impossibile, specialmente a causa del padre di Mei Ying. A peggiorare le cose c'è Cheng, un bullo compagno di classe di Dre, molto abile nel kung fu, che si ingelosisce per i suoi sentimenti nei confronti dell'amica.
Dre conosce solo qualche tecnica di karate, capoeira e di ju jitsu e così Cheng lo mette al tappeto con facilità. Senza amici, in un paese di cui non conosce la lingua, Dre non si sente a suo agio, se non con Mr. Han, il responsabile della manutenzione del suo condominio. Questi si scoprirà essere un maestro di kung fu, dopo aver salvato Dre da un'aggressione di gruppo a opera di Cheng e degli altri compagni, avvenuta dopo che Dre gli aveva gettato addosso un secchio di acqua sporca, cercando di vendicarsi per le sue continue prepotenze.
Per risolvere la questione con i ragazzi che lo hanno aggredito, Dre si reca con il signor Han dal maestro di Cheng, il maestro Li. Questi obbliga Dre a partecipare a un famoso torneo locale, e fino all'inizio dell'evento potrà essere lasciato in pace; a quel punto, Han accetta di allenare il ragazzo.
Mentre lo allena, Han insegna al ragazzo che il kung fu non è una disciplina solo di pugni e abilità, ma anche maturità e calma. Nel film si scopre che anche Mr. Han ha la grossa perdita della sua famiglia alle spalle (a causa di un incidente automobilistico per colpa sua), ma grazie a Dre riesce a ritrovare la serenità, come lui faceva per l'allievo.
Durante la gara, il maestro dei ragazzi-rivali ordina a uno di questi di eliminare Dre dal torneo. Il ragazzo non vorrebbe, ma non riesce a disobbedire al maestro, quindi viene squalificato per utilizzo di una mossa scorretta mentre Dre sembra non essere più in grado di gareggiare. All'ultimo momento, però, Mr. Han lo aiuta, dopo varie insistenze di Dre, utilizzando la tecnica della coppettazione, permettendo a Dre di rimettersi almeno in piedi.
Arrivati alla finale, Dre incontra Cheng, che, seguendo un ordine datogli dal suo maestro, colpisce Dre proprio nel punto in cui era stato ferito. Dre, però, si rialza in piedi e dopo molti sforzi riesce a battere Cheng che ammette la sconfitta e insieme ai suoi compagni capisce che quello che pratica Dre è il vero kung fu.

## Produzione
La rivista Variety riportò che un rifacimento di Karate Kid era in sviluppo, con Will Smith produttore e suo figlio Jaden come protagonista. Il 22 giugno 2009, Jackie Chan parlò a un bagno di folla della Chinatown di Los Angeles annunciando la sua prossima partenza per Pechino per le riprese del remake, nel quale avrebbe figurato come mentore di Jaden.
Nei contenuti speciali del DVD è presente un finale alternativo in cui Mr. Han combatte contro il Maestro Li dopo la vittoria di Dre del trofeo.
Prima di Harald Zwart, la regia del film venne proposta a Gabriele Muccino.

## Colonna sonora
La canzone dei titoli di coda è Never Say Never di Justin Bieber, cantata con Jaden Smith, il protagonista del film.

## Distribuzione
Negli Stati Uniti il film è uscito l'11 giugno 2010 in 3 663 sale cinematografiche, su distribuzione Columbia Pictures; mentre in Italia è stato distribuito il 3 settembre dello stesso anno.

## Accoglienza
Il film ha incassato 18,8 milioni di dollari il giorno d'apertura, per un totale di circa 56 milioni di dollari nel week-end d'apertura, superando un altro film promettente uscito in concomitanza, A-Team. A fronte di un budget di 40 milioni di dollari, il film ne ha incassati 359 milioni in tutto il mondo. La pellicola, inoltre, ha avuto un buon riscontro anche da parte della critica.